# Liste der Staatsoberhäupter 1390
Übersicht
◄◄ | ◄ | 1386 | 1387 | 1388 | 1389 | Liste der Staatsoberhäupter 1390 | 1391 | 1392 | 1393 | 1394 | ► | ►►

Weitere Ereignisse

## Afrika
- Ägypten (Burdschiyya-Dynastie)
  - Sultan: Haddschi II. (1381–1382, 1389–1390)
  - Sultan: Barquq (1382–1389, 1390–1399)

- Algerien (Abdalwadiden)
  - Sultan: Abu Taschfin II. (1389–1394)

- Äthiopien
  - Kaiser (Negus Negest): David I. (1382–1411)

- Ifriqiya (Ost-Algerien, Tunesien) (Hafsiden)
  - Kalif: Abu l-Abbas Ahmad II. (1370–1394)

- Jolof (im heutigen Senegal)
  - Buur-ba Jolof: Sare N'Dyaye (1370–1390)
  - Buur-ba Jolof: N'Diklam Sare (1390–1420)

- Kanem-Bornu (Sefuwa-Dynastie)
  - König: Bir III. (1383–1415)

- Kano
  - König: Bugaya (1385–1390)
  - König: Kanajeji (1390–1410)

- Königreich Mali
  - König: Sandaki (1389–1390)
  - König: Mahmud I. (1390–1404)

- Marokko (Meriniden)
  - Sultan: Abu l-Abbas Ahmad (1374–1384, 1387–1393)

## Amerika
- Aztekenreich
  - Tlatoani: Acamapichtli (1371–1391)

- Inkareich
  - Inka: Yáhuar Huácac (ca. 1380–1410)

## Asien
- Reich der Weißen Hammel (Ak Koyunlu)
  - Herrscher: Qara Yülük Uthman (1389–1453)

- Champa
  - König: Chê Bong Ngo (1360–1390)
  - König: Simhavarman VI. (1390–1400)

- China (Ming-Dynastie)
  - Kaiser: Hongwu (1368–1398)

- Delhi
  - Sultan: Abu Baker (1389–1390)
  - Sultan: Nasir ud din Muhammad Schah III. (1390–1394)

- Reich der Goldenen Horde
  - Khan: Toktamisch (1380–1395)

- Japan
  - Kaiser (Südhof): Go-Kameyama (1383–1392)
  - Kaiser (Nordhof): Go-Komatsu (1382–1412)
  - Shōgun Ashikaga: Ashikaga Yoshimitsu (1368–1394)

- Kambuja (Khmer)
  - König: Ponthea Yat (1389–1404)

- Kleinarmenien
  - König: vakant (1375–1393)

- Korea (Goryeo-Dynastie)
  - König: Gongyang Wang (1389–1392)

- Mongolei
  - Khan: vakant

- Persien 
  - Sultan (Timuriden-Dynastie): Timur Lenk (1370–1405)

- Siam
  - Ayutthaya
    - König: Ramesuan (1369–1370) (1388–1395)

  - Lan Na
    - König: Saen Mueang Ma (1385–1401)

  - Lan Xang
    - König: Samsaenthai (1372–1417)

  - Sukhothai
    - König: Maha Thammaracha II. (1370–1398)

- Trapezunt
  - Kaiser: Alexios III. (1349–1390)
  - Kaiser: Manuel III. (1390–1412)

## Europa
- Achaia
  - Fürst: Interregnum (1386–1396) Herrschaft durch fünf Prätendenten

- Andorra
  - Co-Fürsten:
    - Graf von Foix: Gaston III. (1343–1391)
    - Bischof von Urgell: Galcerand de Vilanova (1388–1415)

- Archipelagos
  - Herzog: Francesco I. Crispo (1383–1397)

- Athen
  - Herzog: Nerio I. Acciaiuoli (1388–1394)

- Byzantinisches Reich
  - Kaiser: Johannes V. (1341–1391)

- Dänemark
  - Königin: Margarethe I. (1380–1412)

- Deutschordensstaat
  - Hochmeister: Konrad Zöllner von Rotenstein (1382–1391)

- England
  - König: Richard II. (1377–1399)

- Frankreich
  - König: Karl VI. (1380–1422)
  - Alençon
    - Graf: Peter II. (1361–1391)

  - Armagnac
    - Graf: Johann III. (1384–1391)

  - Auvergne
    - Graf: Johann II. (1386–1404)

  - Bar
    - Herzog: Robert I. (1352–1411) (bis 1354 Graf)

  - Blois
    - Graf: Guido II. von Châtillon (1381–1391)

  - Bretagne
    - Herzog: Johann V. der Eroberer (1364–1399)

  - Burgund
    - Herzog: Philipp II. der Kühne (1363–1404)

  - Eu
    - Graf: Philippe (1387–1397)

  - Foix
    - Graf: Gaston III. (1343–1391)

  - Marche
    - Graf: Johann I. (1362–1393)

  - Perche
    - Graf: Peter II. von Alençon (1377–1396)

  - Périgord
    - Graf: Archambaud V. (1369–1397)

  - Pont-à-Mousson
    - Markgraf: Robert I. (1353–1411)

  - Provence
    - Graf: Ludwig II. (1384–1417)

  - Rethel
    - Gräfin: Margarete III. (1384–1402)

  - Vendôme
    - Gräfin: Katharina (1372–1403)
    - Graf: Johann VII. (1372–1393) (de iure uxoris)

- Heiliges Römisches Reich
  - König: Wenzel (1376/78–1400) (1376–1378 Mitregent)
  - Kurfürstentümer
    - Erzstift Köln
      - Erzbischof: Friedrich III. von Saarwerden (1370–1414)

    - Erzstift Mainz
      - Erzbischof: Adolf I. von Nassau (1381–1390) (1371–1388 Bischof von Speyer)
      - Erzbischof: Konrad II. von Weinsberg (1390–1396)

    - Erzstift Trier
      - Erzbischof: Werner III. von Falkenstein (1388–1418)

    - Böhmen
      - König: Wenzel IV. (1378–1419)

    - Brandenburg
      - Markgraf: Jobst von Mähren (1388–1411)

    - Kurpfalz
      - Pfalzgraf: Ruprecht I. (1353–1390)
      - Pfalzgraf: Ruprecht II. (1390–1398)

    - Sachsen
      - Kurfürst: Rudolf III. (1388–1419)

  - geistliche Fürstentümer
    - Hochstift Augsburg
      - Bischof: Burkhard von Ellerbach (1373–1404)

    - Hochstift Bamberg
      - Bischof: Lamprecht von Brunn (1374–1399) (1363–1364 Bischof von Brixen, 1364–1371 Bischof von Speyer, 1371–1374 Bischof von Straßburg, 1374–1375 Administrator von Straßburg)

    - Hochstift Basel (1382 Doppelwahl)
      - Bischof: Imer von Ramstein (1382–1391) römische Obödienz
      - Bischof: Werner Schaler (1382–1392) avignonesische Obödienz

    - Erzstift Besançon
      - Erzbischof: Guillaume III. de Vergy (1371–1391)

    - Hochstift Brandenburg
      - Bischof: Dietrich II. von der Schulenburg (1365–1393)

    - Erzstift Bremen
      - Erzbischof: Albert II. von Braunschweig-Lüneburg (1359–1395)

    - Hochstift Brixen
      - Bischof: Friedrich von Erdingen (1376–1396) (1368–1376 Bischof von Chur)

    - Hochstift Cambrai
      - Bischof: André von Luxemburg-Ligny (1389–1396)

    - Hochstift Cammin
      - Bischof: Johannes III. Brunonis (1386–1394)

    - Hochstift Chur
      - Bischof: Hartmann II. von Werdenberg-Sargans (1388–1416)

    - Hochstift Eichstätt
      - Bischof: Friedrich IV. von Oettingen (1383–1415)

    - Hochstift Freising
      - Bischof: Berthold von Wehingen (1381–1410) (1404–1406 Erzbischof von Salzburg)

    - Abtei Fulda
      - Abt: Friedrich von Romrod (1383–1395)

    - Hochstift Genf
      - Bischof: Guillaume de Lornay (1388–1408)

    - Hochstift Halberstadt
      - Bischof: Albrecht III. von Rickmersdorf (1366–1390)
      - Bischof: Ernst I. von Hohnstein (1390–1400)

    - Hochstift Havelberg
      - Bischof: Johannes II. Wepelitz (1385–1401)

    - Hochstift Hildesheim
      - Bischof: Gerhard vom Berge (1365–1398) (1364–1365 Bischof von Verden)

    - Hochstift Konstanz
      - Bischof: Burkard I. von Hewen (1387–1398) (bis 1388 Verweser)

    - Hochstift Lausanne
      - Bischof: Guy II. de Prangins (1375–1394)

    - Hochstift Lübeck
      - Bischof: Eberhard I. Attendorn (1387–1399)

    - Hochstift Lüttich
      - Elekt: Johann VI. von Bayern-Hennegau (1389–1418) (1417–1425 Herzog von Straubing-Holland)

    - Erzstift Magdeburg
      - Erzbischof: Albrecht III. von Querfurt (1382–1403)

    - Hochstift Meißen
      - Bischof: Nikolaus I. (1379–1392) (1377–1379 Bischof von Lübeck)

    - Hochstift Merseburg
      - Bischof: Heinrich VI., Graf zu Stolberg (1384–1394)

    - Hochstift Metz
      - Bischof: Rudolf von Coucy (1387–1415)

    - Hochstift Minden
      - Bischof: Otto III. von Schalksberg (1384–1398)

    - Hochstift Münster
      - Bischof: Heidenreich Wolf von Lüdinghausen (1381–1392)

    - Hochstift Naumburg
      - Bischof: Christian von Witzleben (1381–1394)

    - Hochstift Osnabrück
      - Bischof: Dietrich von Horne (1376–1402)

    - Hochstift Paderborn
      - Bischof: Ruprecht von Berg (1389–1394) (1387–1389/93 Bischof von Passau)

    - Hochstift Passau
      - Bischof: Ruprecht von Berg (1387–1389/93) (1390–1394 Bischof von Paderborn)
      - Bischof: Georg von Hohenlohe (1389–1423)

    - Hochstift Ratzeburg
      - Bischof: Gerhard Holtorp (1388–1395)

    - Hochstift Regensburg
      - Bischof: Johann von Moosburg (1384–1409)

    - Erzstift Salzburg
      - Erzbischof: Pilgrim II. von Puchheim (1365–1396)

    - Hochstift Schwerin
      - Bischof: Johann III. Potho von Pottenstein (1381–1390) (1379–1381 Bischof von Münster)

    - Hochstift Sitten
      - Bischof: Humbert de Billens (1388–1398) (Avignonesische Obödienz)
      - Bischof: Heinrich de Blanchis de Vellate (1389–1393) (Römische Obödienz)

    - Hochstift Speyer
      - Bischof: Nikolaus von Wiesbaden (1381–1396)

    - Hochstift Straßburg
      - Bischof: Friedrich II. von Blankenheim (1375–1393) (1391–1393 Bischof von Basel; 1393–1423 Bischof von Utrecht)

    - Hochstift Toul
      - Bischof: Savin de Floxence (1384–1398)

    - Hochstift Trient
      - Bischof: Albert von Ortenburg (1360–1390)
      - Bischof: Georg I. von Liechtenstein-Nikolsburg (1390–1419)

    - Hochstift Utrecht
      - Bischof: Florenz von Wevelinghoven (1379–1393) (1364–1379 Bischof von Münster)

    - Hochstift Verden
      - Bischof: Otto II. von Braunschweig-Lüneburg (1388–1395) (1395–1406 Erzbischof von Bremen)

    - Hochstift Verdun
      - Bischof: Leobald von Cousance (1380–1404)

    - Hochstift Worms
      - Bischof: Eckard von Dersch (1370–1405)

    - Hochstift Würzburg
      - Bischof: Gerhard von Schwarzburg (1372–1400) (1362–1372 Bischof von Naumburg)

  - weltliche Fürstentümer
    - Anhalt
      -  Fürstentum Anhalt-Bernburg
        - Fürst: Otto III. (1374–1404)

      -  Anhalt-Zerbst (1382–1396 gemeinsame Herrschaft)
        - Fürst: Albrecht III. (1382–1396/1424)
        - Fürst: Sigismund I. (1382–1396/1405)

    - Baden
      - Norden: Durlach und Pforzheim
        - Markgraf: Bernhard I. (1372–1431)

      - Süden: Baden-Baden, Ettlingen, Rastatt
        - Markgraf: Rudolf VII. (1372–1391)

    - Bayern
      - Bayern-Landshut und Oberbayern (1375–1392 gemeinsame Herrschaft)
        - Herzog: Stephan III. der Kneißl (1375–1392/1413)
        - Herzog: Friedrich der Weise (1375–1392/93)
        - Herzog: Johann II. (1375–1392/97)

      - Bayern-Straubing-Holland
        - Herzog: Albrecht I. (1353–1404)

    - Berg (1348–1395 Personalunion mit Ravensberg)
      - Herzog: Wilhelm II. (1360–1408) (bis 1380 Graf)

    - Brabant und Limburg
      - Herzogin: Johanna (1356–1406)

    - Herzogtum Braunschweig-Lüneburg
      - Braunschweig-Göttingen
        - Herzog: Otto I., der Quade (1367–1394)

      - Braunschweig-Grubenhagen
        - Herzog: Erich I. (1383–1427) (bis 1389 unter Vormundschaft)

      - Braunschweig-Lüneburg (1388–1409 gemeinsame Herrschaft)
        - Herzog: Bernhard I. (1388–1409) (1428–1434)
        - Herzog: Heinrich I. der Milde (1388–1416)

      - Braunschweig-Wolfenbüttel
        - Herzog: Friedrich I. (1373–1400)

    - Brookmerland / Ostfriesland
      - Häuptling: Ocko I. tom Brok (1376–1391)

    - Flandern
      - Gräfin: Margarete III. (1384–1405)

    - Geldern
      - Herzog: Wilhelm I. (1371/79–1402)

    - Hanau
      - Herr: Ulrich V. (1380–1404)

    - Hennegau (Personalunion mit Holland)
      - Graf: Albrecht (1389–1404)

    - Hessen
      - Landgraf: Hermann II. (1376–1413)

    - Hohenzollern
      - schwarzgräfliche Linie
        - Graf: Friedrich X. (1377/79–1412)

      - Straßburger Linie
        - Graf: Friedrich XI. (1365–1401)

    - Holland (Personalunion mit Hennegau)
      - Graf: Albrecht I. (1358/1389–1404)

    - Jülich
      - Herzog: Wilhelm II. (1361–1393)

    - Kleve
      - Graf: Adolf I. (1368–1394)

    - Lothringen
      - Herzog: Johann I. (1346–1390)
      - Herzog: Karl II., der Kühne (1390–1431)

    - Luxemburg
      - Herzog: Jobst von Mähren (1388–1411)

    - Nassau
      - walramische Linie
        - Nassau-Idstein
          - Graf: Walram IV. (1370–1393)

        - Nassau-Sonnenberg (fällt an Nassau-Idstein und Nassau-Weilburg)
          - Graf: Ruprecht (1356–1390)

        - Nassau-Weilburg
          - Graf: Philipp I. (1371–1429) (1381–1429 Graf von Saarbrücken)

      - ottonische Linie
        - Nassau-Beilstein (gemeinsame Herrschaft)
          - Graf: Heinrich II. (1378/80–1412)
          - Graf: Reinhard (1378/80–1414/18)

        - Nassau-Dillenburg
          - Graf: Johann I. (1350–1416)

        - Nassau-Hadamar
          - Graf: Emich III. (1365–1394) (unter Vormundschaft)

    - Nürnberg
      - Burggraf: Friedrich V. (1357–1397)

    - Ortenburg
      - Graf: Heinrich IV. (1346–1395)

    - Österreich
      - Herzog: Albrecht III. (1365–1395)

    - Ravensberg (1348–1395 Personalunion mit Berg)
      - Graf: Wilhelm I. (1360–1395)

    - Steiermark, Kärnten, Krain und Friaul
      - Herzog: Wilhelm (1386–1406)

    - Tirol
      - Herzog: Albrecht III. (1386–1395)

    - Württemberg
      - Graf: Eberhard II., der Greiner (1344–1392)

- Italienische Staaten
  - Este
    - Markgraf: Azzo IX. (1384–1415)

  - Ferrara, Modena und Reggio
    - Herr: Alberto I. d’Este (1388–1393)

  - Genua
    - Doge: Antoniotto Adorno (1384–1390)
    - Doge: Giacomo Campofregoso (1390–1391)

  - Kirchenstaat
    - Papst: Bonifatius IX. (1389–1404)

  - Mailand
    - Herr: Gian Galeazzo Visconti (1378–1402) (ab 1395 Herzog)

  - Mantua
    - Graf: Francesco I. Gonzaga (1382–1407)

  - Montferrat
    - Markgraf: Theodor II. (1381–1418)

  - Neapel
    - König: Ladislaus (1386–1414)

  - Rimini
    - Herr: Carlo Malatesta (1385–1429)

  - Saluzzo
    - Markgraf: Friedrich II. (1357–1391)

  - San Marino
    - Capitano Reggente: Giovanni di Francesco (1386–1390)
    - Capitano Reggente: Gozio di Mucciolino (1386–1390)
    - Capitano Reggente: Gozio di Mucciolino (1390–1391)
    - Capitano Reggente: Bartolino di Antonio (1390–1391)

  - Savoyen
    - Graf: Amadeus VII. (1383–1391)

  - Sizilien
    - Königin: Maria (1377–1401)

  - Venedig
    - Doge: Antonio Venier (1382–1400)

- Joannina
  - Despot: Esau Buondelmonti (1385–1411)

- Johanniter-Ordensstaat auf Rhodos
  - Großmeister: Jean Fernandez de Heredia (1376–1396)

- Lesbos
  - Fürstin: Maria Paläologa (1384–1401)

- Litauen
  - Großfürst: Jogaila (1382–1401)

- Moldau
  - Fürst: Petru I. (1375–1391)

- Monaco (genuesische Herrschaft 1357–1419)
  - Seigneur (im Exil): Rainier II. (1357–1407)

- Norwegen
  - Königin: Margarethe I. (1380–1412)

- Osmanisches Reich
  - Sultan: Bayezid I. (1389–1402)

- Polen (1386–1401 Personalunion mit Litauen)
  - Königin: Hedwig (1382/84–1399)
  - König: Władysław II. Jagiełło (1386–1434)

- Portugal
  - König: Johann I. (1385–1433) (1383–1385 Regent)

- Russland
  - Großfürst: Wassili I. (1389–1425)

- Schottland
  - König: Robert II. (1371–1390)
  - König: Robert III. (1390–1406)

- Schweden
  - Königin: Margarethe I. (1389–1397)

- Serbien
  - Fürst: Stefan Lazarević (1389–1402)

- Spanien
  - Aragon
    - König: Johann I. (1387–1396)

  - Cerdanya
    - Gräfin: Isabella (1375–1403)

  - Granada (Nasriden)
    - Emir: Muhammad V. (1354–1359, 1362–1391)

  - Kastilien
    - König: Johann I. (1379–1390)
    - König: Heinrich III. (1390–1406)

  - Navarra
    - König: Karl III. (1387–1425)

  - Urgell
    - Graf: Peter II. (1347–1408)

- Ungarn
  - Königin: Maria (1382–1395)
  - König: Sigismund (1387–1437)

- Walachei
  - Fürst: Mircea der Alte (1386–1394, 1397–1418)

- Zeta
  - Fürst: Đurađ II. Balšić (1385–1403)

- Zypern
  - König: Jakob I. (1382–1398)